# 産科DIC
産科DIC（さんかDIC）とは産科的基礎疾患が原因で発症した播種性血管内凝固症候群（disseminated intravascular coagulation syndrome：DIC）である。
産科領域では産科的基礎疾患が原因でDICが発生しやすい。
播種性血管内凝固症候群は、何らかの基礎疾患により血管内凝固が発生し、血管内で広範に血液が凝固し全身の毛細血管内に多数の微小血栓が形成される疾患である。主に肺、腎臓、肝臓などの臓器血管で塞栓となり循環障害に起因する臓器障害を引き起こす。血栓形成により凝固因子と血小板が消費され凝固障害が発生し、さらに形成後の血栓溶解のための二次線溶亢進も加わって出血傾向が起こる。さらに進展すると、最終的に原因疾患とあいまって多臓器不全（multiple organ failure: MOF）となる。
凝固系検査に重点をおく厚生労働省DIC診断基準では産科DICは除外されているので注意を要す。
産科DICの診断には、産科的基礎疾患に重点をおく「産科DICスコア」を用いる。

## 病態
DICの病態は、全身血管内における持続性の著しい凝固活性化により微小血栓が多発し、進行すると微小循環障害による臓器障害をきたすとともに、凝固因子・血小板が微小血栓の材料として消費されるため、出血症状が出現する。凝固の活性化とともに、血栓を溶かそうとする線溶の活性化もみられる。血を止めるための血栓（止血血栓）が、過剰な線溶により溶解することも出血の原因となる。
産科DICとは、産科的基礎疾患が原因で発症したDICを指す。一般的なDIC（産科と新生児以外のDIC）と異なる点が多い。
1. 突発的に発症、急激に進行し、典型的なDICを発症する。
2. 基礎疾患とDIC発症との間に密接な関係がある。
3. 臓器障害（腎不全など）を併発する可能性が高い。
4. 臨床症状だけで検査成績よりも治療開始を優先する。
5. 迅速な治療により比較的予後良好である。

## 基礎疾患
代表的な基礎疾患をあげる。
1. 常位胎盤早期剥離
2. 羊水塞栓症
3. 後産期大量出血：弛緩出血、前置胎盤、子宮破裂、頸管裂傷、高度産道裂傷
4. 重症感染症：敗血症性流産、絨毛膜羊膜炎、産褥熱
5. 妊娠高血圧症候群
6. HELLP症候群
7. 急性妊娠脂肪肝

※常位胎盤早期剥離は産科DICの約半分を占め、さらに母児共に死亡率も高いため、現代でも最も恐れられているものの一つである。羊水塞栓症は、さらに致死率が高く、その診断精度の向上が求められている。

## 症状
代表的な症状をあげる。
1. 出血症状・非凝固性出血（子宮腔内、創傷部）・血尿、下血・鼻出血、歯肉出血
2. 臓器症状・腎不全：乏尿（5～20ml/h）、無尿（≦5ml/h）・呼吸不全：肺水腫、胸水など・心不全・ショック症状：冷汗、蒼白、呼吸促迫（脈拍≧100/分、収縮期血圧≦90mmHg）
3. 肝障害：黄疸
4. 脳障害：意識障害、けいれん

※ショックを疑った場合には、「ショック指数（SI: Shock Index）」を用いて重症度を評価することが肝要である。
※※Shock Index (SI)＝心拍数(bpm)/収縮期血圧(mmHg)

## 診断
急激な発症と進展、基礎疾患との関連性が高いので、他疾患によるDICと異なり、凝固系検査の結果を待たずに治療を開始する必要がある。「産科DICスコア」で診断する。スコアは、基礎疾患の状態、臓器障害の程度、出血とショック症状の程度に重点をおいている。スコア8点以上でDICと診断、治療する。

### 産科DICスコア
産科診療では予期せぬ大量出血が起こりやすい。大量出血が起こると、続いて 循環血液量の不足、さらに循環不全による臓器障害へと負の連鎖反応を瞬時に引き起こす。しかも突然起こることから、検査結果などを待つ余裕もないことが多い。そのため、産科DICスコアを用いた診断法が、推奨される理由の一つである。産科DICスコアの特徴は、基礎疾患、臨床症状、検査項目の3つから構成され、該当する項目の点数を合算して8点以上となったら、産科DICとして治療を開始する。基礎疾患については該当するものを１つだけ選び、臨床症状および検査項目については該当するものすべてを選び、スコアを計算する。

## 治療
産科DICは可能な限り不可逆的な病態に陥る前に診断し、有効かつ適切な治療を早期に開始することが肝要である。基本は基礎疾患の排除、血液・凝固因子の補充療法、抗凝固療法、抗ショック療法である。産科DICでは、症状と状態が刻々と変化するため、経過に応じ適切な治療を行う。重症化し多臓器不全となると予後は悪くなるが、代償性DICの時期に早期診断し、早期治療を開始すれば予後は良好である。
※産科DICの発症予防：基礎疾患がある場合は頻回の凝固系血液検査を行い、分娩前・分娩中・分娩後には産科DIC発症への変化を見落とさないことが重要である。予防的にタンパク分解酵素阻害薬やアンチトロンビン製剤投与なども行う。